# Goddess on a Hiway
Goddess on a Hiway è il primo singolo estratto dall'album Deserter's Songs del gruppo rock statunitense Mercury Rev pubblicato il 2 novembre 1998 e riedito il 18 agosto 1999.

## Tracce

### Edizione per il Regno Unito del 1998

#### CD
1. Goddess on a Hiway - 3:45
2. Ragtag - 2:42
3. I Only Have Eyes for You (in collaborazione con Sean O'Hagan) - 4:22

#### Vinile 7"
1. Goddess on a Hiway - 3:45
2. Ragtag - 2:42

### Edizione per il Regno Unito del 1999

#### CD 1
1. Goddess on a Hiway - 3:45
2. I Don't Want to Be a Soldier (Live Peel Session, 5 maggio 1999) - 3:30
3. Car Wash Hair (Live BBC Radio Session) - 7:55

#### CD 2
1. Goddess on a Hiway - 3:45
2. I Dreamt (letto da Robert Creeley) - 1:30
3. Very Sleepy Rivers - 12:31
4. Goddess on a Hiway (video)

### Edizione EP per gli USA
1. Goddess on a Hiway
2. Delta Sun Bottleneck Stomp (The Chemical Brothers Remix) - 6:22
3. Ragtag - 2:42
4. I Only Have Eyes for You (in collaborazione con Sean O'Hagan) - 4:22
5. Vampire Blues (Live) - 2:50
6. Isolation (Live) - 4:10